# Tekken 3D: Prime Edition
Tekken 3D: Prime Edition (鉄拳3D プライムエディション) est un jeu vidéo de combat développé par Arika et édité par Namco Bandai Games, sorti en 2012 sur Nintendo 3DS.

## Système de jeu

### Combattants
| - Alisa Bosconovitch - Anna Williams - Armor King II - Asuka Kazama - Baek Doo San - Bob - Bruce Irvin - Bryan Fury - Christie Monteiro - Craig Marduk - Devil Jin | - Eddy Gordo - Feng Wei - Ganryu - Heihachi Mishima - Hwoarang - Jack-6 - Jin Kazama - Julia Chang - Kazuya Mishima - King II - Kuma II | - Lars Alexandersson - Lee Chaolan - Lei Wulong - Leo - Lili - Ling Xiaoyu - Marshall Law - Miguel Caballero Rojo - Mokujin - Nina Williams - Panda | - Paul Phoenix - Raven - Roger Jr. - Sergei Dragunov - Steve Fox - Wang Jinrei - Yoshimitsu - Zafina |